# Californisk topvagtel
Californisk topvagtel (latin: Callipepla californica) er en topvagtelart, der lever i det vestlige Nordamerika - fra sydlig Britisk Columbia til spidsen af Baja California.